# Jaume Asens
Jaume Asens Llodrà (ur. 29 marca 1972 w Barcelonie) – hiszpański oraz kataloński polityk, prawnik i samorządowiec, poseł do Kongresu Deputowanych, deputowany do Parlamentu Europejskiego X kadencji.

## Życiorys
Absolwent prawa (1995) i filozofii (1999) na Uniwersytecie Barcelońskim. Kształcił się również na Uniwersytecie Pompeu Fabry. Podjął praktykę w zawodzie adwokata.
Działał w ruchu Plataforma de Afectados por la Hipoteca sprzeciwiającym się eksmisjom. W 2014 należał do założycieli lewicowej formacji Podemos. Współpracownik Ady Colau; w 2015 po jej zwycięstwie w wyborach lokalnych objął stanowisko zastępcy alkada Barcelony, które zajmował do 2019. Dołączył także regionalnego ugrupowania Catalunya en Comú, wchodząc w skład jego kierownictwa.
W wyborach z kwietnia 2019 i listopada 2019 z ramienia lewicowej koalicji uzyskiwał mandat posła do Kongresu Deputowanych XIII i XIV kadencji. W 2020 został przewodniczącym frakcji poselskiej, którą kierował do końca kadencji w 2023. W 2024 z listy formacji Sumar został wybrany do Parlamentu Europejskiego X kadencji.